# Fernando De Napoli
Fernando De Napoli (* 15. März 1964 in Chiusano di San Domenico) ist ein ehemaliger italienischer Fußballspieler, der in den 1980er und 1990er Jahren aktiv war und dabei im Mittelfeld spielte.

## Karriere

### Verein
Fernando De Napoli begann seine Profikarriere bei Rimini Calcio in der Serie C. Von dort wechselte er zur US Avellino, danach setzte er seine Karriere beim SSC Neapel fort. In dieser Zeit spielte er gemeinsam mit Diego Maradona und gewann zweimal den Meistertitel und einmal den zweiten Platz in der Serie A. In diese Zeit fiel auch der Gewinn der Coppa Italia und der Supercoppa Italiana. 1989 gewann De Napoli mit Neapel auch den UEFA-Pokal. Nach dieser erfolgreichen Zeit wechselte er zum AC Mailand, mit Milan wurde er ebenfalls zweimal Meister. Seine Karriere ließ er beim AC Reggiana, der zu diesem Zeitpunkt in der Serie A spielte, ausklingen. 1997 beendete der Mittelfeldspieler seine erfolgreiche Laufbahn.

### Nationalmannschaft
Von 1984 bis 1986 spielte Fernando De Napoli in der U-21-Nationalmannschaft Italiens. Von 1986 (erstes Spiel gegen China) bis 1992 gehörte er der A-Nationalmannschaft an. Mit ihr nahm er an den Weltmeisterschaften 1986 und 1990 sowie an der Europameisterschaft 1988 teil. Bei der EM 1988 und der WM 1990 erreichte er mit Italien jeweils das Halbfinale. Sein einziges Tor in 54 Spielen schoss er 1987 gegen Argentinien.

## Erfolge

### Verein
- Italienischer Meister: 1986/87, 1989/90 (mit der SSC Neapel) – 1992/93, 1993/94 (mit der AC Mailand)
- Italienischer Pokalsieger: 1986/87 (mit der SSC Neapel)
- UEFA-Pokal-Sieger: 1988/89 (mit der SSC Neapel)
- Italienischer Superpokalsieger: 1991 (mit der SSC Neapel) – 1993, 1994 (mit der AC Mailand)
- UEFA-Champions-League-Sieger: 1993/94 (mit der AC Mailand)
- UEFA-Super-Cup-Sieger: 1994 (mit der AC Mailand)

### Nationalmannschaft
- U-21-Vize-Europameister: 1986
- Weltmeisterschaftsdritter: 1990